# Mount Hayes (Antarktika)
Mount Hayes ist ein 1140 m hoher, plateauförmiger Berg auf der Cole-Halbinsel an der Foyn-Küste des Grahamlands auf der Antarktischen Halbinsel. 
Kartografiert wurde er im Jahr 1947 durch den Falkland Islands Dependencies Survey (FIDS), der ihn nach James Gordon Hayes (1877–1936) benannte, einem britischen Historiker und Autoren mehrerer Bücher über die Arktis und Antarktis. 